# 謝普洛季
50°4′26″N 23°20′38″E / 50.07389°N 23.34389°E
謝普洛季（烏克蘭語：Щеплоти），是烏克蘭的村落，位於該國西部利沃夫州，由亞沃里夫區負責管轄，始建於1625年，面積0.71平方公里，海拔高度246米，2001年該村落人口280。